# Déisi
Déisi è un termine usato per descrivere una tipologia di popoli dell'antica Irlanda. Deriva dalla parola "déis", che significa "vassallo", o "soggetto". Un esperto del campo afferma che '"... il significato originale di Déisi,  come concernente gruppi di popoli, sarebbe stato vassallo o tribù che pagano tributi." Un'ulteriore descrizione lo spiega come segue:
"Tutte queste sette appartenevano ad una classe la cui designazione comune era Déis. Il significato originale del termine, così usato, venne dimenticato, e Dési finì per essere puramente pensato come un nome proprio di certe sette e la popolazione a loro soggetta,  apportando così una nozione di consanguineità."
In questo modo i vari popoli, che condividevano lo stesso status nell'Irlanda Gaelica ed avevano poca o nessuna affinità o consanguineità, furono classificati sotto il titolo di "déis". Essi includevano i Déisi Muman (i Déisi di Munster), Déisi Temro (di Tara), Déisi Becc (localizzati nel Regno di Mide) e i Déisi Tuisceart (i Déisi Settentrionali; una setta di questo gruppo sarebbe diventatta famosa come la Dál gCais). 
Uno dei più famosi racconti medievali irlandesi, scritto per la prima volta nell'VIII secolo, è "L'Espulsione dei Déisi". Esso narra la storia di una setta di Tara, chiamata la Dal Fiachrach Suighe, che viene espulsa da Tara dal loro parente, Cormac mac Airt. Parte della setta dopo molte battaglie si stabilì a Munster, mentre un'altra parte di essa, condotta da Eochaid Allmhuir mac Art Corb, attraversò il mare per raggiungere la Britannia dove fondò dei regni fra i territori una volta tenuti dai Demetae, e anche nelle aree degli Ordovices e Silures. I re, della linea di discendenza iniziata da Eochaid, rimasero sovrani di Dyfed fino al X secolo, e fondarono un sottoregno a Brecon. 
Il termine Déisi è virtualmente anche intercambabile con un altro termine irlandese, aithechthúatha (che significa "tribù che pagano il tributo", "comunità di vassalli" o "popoli tributari"). Charles O'Conor propose nel 1753 che questo termine potesse risiedere all'origine dei misteriosi popoli noti come Attacotti, i quali insieme con gli Scotti, Pitti e Sassoni, incuterono terrore nella Britannia romana intorno al 360 d.C., sebbene attualmente non ci sia una valida prova per sostenere questo.